# Кроветти, Николас
Николас Кроветти (англ. Nicholas Crovetti;род. 2008) — американский актёр.

## Ранняя жизнь
Кроветти родился 12 марта 2008 года в Калифорнии, США, в семье продюсера Брэдли Крампа и актрисы Дениз Кроветти. У него есть старшая сестра Изабелла, а также два брата Кэмерон и Данила.

## Карьера
Кроветти дебютировал на телеэкранах в 2017 году в телесериале «Черноватый», вместе со своим братом Кэмероном, где они исполнили эпизодическую роль близнецов. В этом же году также вместе с братом они присоединилась к съемкам телесериала «Большая маленькая ложь». В 2018 году исполнил второстепенную роль в фильме «Мы койоты».  В 2020 году исполнил второстепенную роль в фильме «Кровные братья». В 2021 году появился в фильме «Охота на ведьм», а также дебютировал в качестве актёра озвучки в мультсериале «Ада Твист, учёный». В 2022 году исполнил главную роль в фильме ужасов «Спокойной ночи, мамочка». В 2023 году вместе с братом исполнили роль юного главного героя в фильме «Пацан против всех», а также появился в фильме «Оракул». В 2024 году исполнил главную роль в фильме ужасов «Жребий».

## Фильмография
| Год          |    | Русское название        | Оригинальное название | Роль       |
| ------------ | -- | ----------------------- | --------------------- | ---------- |
| 2017         | с  | Черноватый              | Black-ish             | Дилан #1   |
| 2017 — н. в. | с  | Большая маленькая ложь  | Big Little Lies       | Макс Райт  |
| 2018         | ф  | Мы койоты               | Anywhere with You     | Дилан      |
| 2020         | ф  | Кровные братья          | Brothers by Blood     | юный Питер |
| 2021         | ф  | Охота на ведьм          | Witch Hunt            | Джордж     |
| 2021—2023    | мс | Ада Твист, учёный       | Ada Twist, Scientist  | Игги Пек   |
| 2022         | ф  | Спокойной ночи, мамочка | Goodnight Mommy       | Лукас      |
| 2023         | ф  | Пацан против всех       | Boy Kills World       | юный пацан |
| 2023         | ф  | Оракул                  | Oracle                | Эндрю      |
| 2024         | ф  | Жребий                  | Salem's Lot           | Дэнни Глик |

## Награды и номинации
| Год  | Премия                         | Категория                                       | Номинация за           | Результат | Примечания |
| ---- | ------------------------------ | ----------------------------------------------- | ---------------------- | --------- | ---------- |
| 2020 | Премия Гильдии киноактёров США | Лучший актёрский состав в драматическом сериале | Большая маленькая ложь | Номинация | [ 14 ]     |